# Cultura Jama Coaque
La Cultura Jama Coaque es una cultura arqueológica que se asentó en el norte de la actual Provincia de Manabí, de la República del Ecuador, con foco en el área comprendida entre los ríos Coaque y Jama, de los cuales toma su nombre. Caracterizada por un arte en cerámica profuso y detallado en sus diferentes tipos: recipientes, sellos y figuras; encontrados principalmente en contextos de montículos artificiales de tierra, con un desarrollo durante aproximadamente 2000 años, entre 355 a. C. - 1532 d. C., con una posible permanencia posterior durante el temprano período colonial del país.

## Geografía

### Localización
Los asentamientos de la sociedad Jama Coaque se concentraron en el norte de la actual provincia de Manabí, Ecuador, específicamente en el territorio comprendido entre los ríos Coaque, al norte, y Jama, al sur. Sin embargo, es posible encontrar vestigios más allá de estos límites naturales, tanto al norte (Cojimíes y Muisne) como al sur (Bahía de Caráquez) y al interior del litoral (Chone y Santo Domingo de los Tsáchilas).
Se desarrolló en una zona de colinas boscosas y extensas playas que facilitaron a sus integrantes la recolección de recursos tanto de la selva como del mar. Uno de los sitios más importantes se encuentra en San Isidro, cerca de Bahía de Caráquez.
Aunque no existe evidencia directa relacionada con la forma de construcción de sus poblados y tipos de casas, los investigadores y arqueólogos han llegado a la conclusión de que sus viviendas fueron construidas sobre colinas
Los ríos señalados anteriormente nacen de la cordillera costanera formada por el choque de las placas tectónicas de Nazca y Sudamericana. Las elevaciones, que pueden llegar hasta los 600 metros sobre el nivel del mar, se extienden desde Muisne en el norte, hasta el golfo de Guayaquil, en el sur. En la parte sur, el terreno es árido, mientras que en la parte norte, donde se asentó la cultura Jama Coaque, es más húmeda por la cercanía del bosque tropical del Chocó Andino y la influencia de la corriente marina cálida de El Niño.

### Clima
La corriente cálida de El Niño influye en el clima de la zona, conjuntamente con la corriente fría de Humboldt. Es así que, por lo general, se tiene dos temporadas climáticas:
1. Noviembre – abril: temporada lluviosa o húmeda.
2. Mayo – octubre: temporada soleada o seca.

En términos generales, se puede caracterizar a la zona con un clima cálido con áreas de gran humedad. Sin embargo, la presencia de fenómenos marítimos y su correlación con el clima continental permite vislumbrar un panorama ambiental de gran diversidad y cambio. Tal es el caso del choque anual de las corrientes marinas señaladas, que provoca un rango de días de lluvia variable durante el año a lo largo de la franja costera, desde el clima árido del Sur hacia el Norte más húmedo, y tierra adentro desde Oeste hacia Este. Específicamente para la zona Jama Coaque, estudios sobre el clima del Ecuador señalan:
1. Lluvias anuales entre 500 mm y 1000 mm, generalmente entre enero y abril; y
2. Lluvias anuales entre 1000 mm y 2000 mm, entre diciembre y abril, para territorios tierra adentro y ligeramente más elevados.

## Cronología
La historia precolonial del Ecuador se encuentra sistematizada desde hace más de 50 años por Betty Meggers, mediante su obra Ecuador (1965), en donde propone cuatro períodos temporales. Dentro de este esquema de periodización, la cultura Jama Coaque se desenvolvió en los dos períodos previos al contacto europeo:
En el período Desarrollo Regional (300 a. C. - 800 d. C.), las sociedades generan cambios culturales en cada región del país, experimentando desarrollos específicos en territorios restringidos, dominados por una jefatura ejercida por una élite militar, o política o religiosa. En la producción de figuras cerámicas se ve una diversificación sin precedentes tanto en forma, como en decoración y cadena operativa.
Mientras que en el período Integración (800 d. C. - 1532 d. C.) estas jefaturas se habrían confederado en función del control de cuencas fluviales y pisos ecológicos, para una obtención de más materias primas para el establecimiento de redes de comercio entre confederaciones, incluso alcanzando otras partes del continente.

### Ocupación Jama Coaque
La ocupación Jama Coaque se caracteriza por atravesar los períodos antes mencionados. Por esta razón se suele diferencias entre Jama Coaque I (fase Muchique 1) y Jama Coaque II (fases Muchique 2-4). Adicionalmente, se piensa que el grupo humano llamado como Campaces en algunas crónicas de conquistadores pertenecerían a Jama Coaque, permaneciendo hasta los inicios de la conquista española en el Ecuador.
Consecuentemente, la ocupación Jama Coaque en el Ecuador se puede resumir de la siguiente manera:
| Cultura Jama Coaque | Cultura Jama Coaque                          | Cultura Jama Coaque | Cultura Jama Coaque |
| ------------------- | -------------------------------------------- | ------------------- | ------------------- |
| Colonia             | Campaces                                     | 1532-1645 d. C.     | Fase Muchique 5     |
| Colonia             | Conquista española 1532 d. C.                |                     |                     |
| Integración         | Jama Coaque II                               | 1250-1532 d. C.     | Fase Muchique 4     |
| Integración         | Jama Coaque II                               | 750-1250 d. C.      | Fase Muchique 3     |
| Desarrollo Regional | Jama Coaque II                               | 400-750 d. C.       | Fase Muchique 2     |
| Desarrollo Regional | Terfa de ceniza volcánica, Atacazo 400 d. C. |                     |                     |
| Desarrollo Regional | Jama Coaque I                                | 355 a. C.-400 d. C. | Fase Muchique 1     |

## Cultura Material

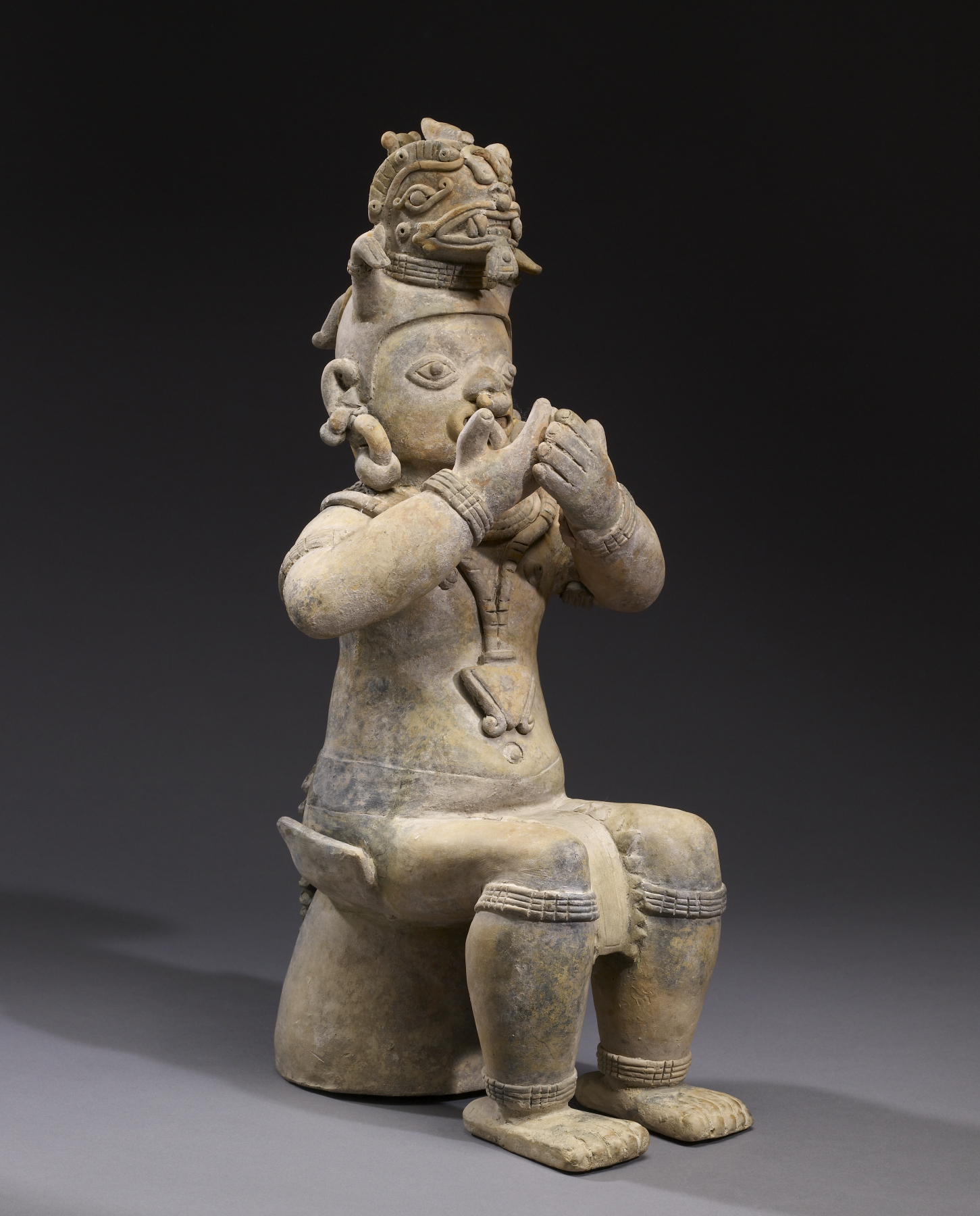
Figura humana Jama Coaque, con tocado de diseño animal, sentado sobre banquillo.

La expresividad artística que tiene la cultura material Jama Coaque ha quedado registrada desde las primeras exploraciones e investigaciones que se realizaron en el norte de Manabí. Marshall Saville, ya en 1907, reporta con descripciones detalladas el material recolectado de sus investigaciones en la provincia, donde destacan las representaciones animales y humanas, tanto en piedra como en metal y, principalmente cerámica. En este material se pueden encontrar con frecuencia estas representaciones en ollas, platos, vasos, cuencos, entre otros artefactos. Sin embargo, las representaciones en sí de figuras son las más ricas por su iconografía; dentro de las cuales se destacan pre eminentemente, las figuras humanas.

### Figuras humanas
El rasgo más relevante del arte plástico Jama Coaque es la abundancia de representaciones de seres humanos, a diferencia de su vecina del norte, la cultura La Tolita, que muestra más representaciones híbridas entre humanos y animales. La predilección de Jama Coaque por la representación humana se potencia con el detalle en su elaboración, fácilmente notable en los dedos de manos y pies de las figuras. Su ornamentación e indumentaria tampoco escapa a esta minuciosidad de elaboración. Tanto las figuras humanas como sus adornos fueron elaborados mediante moldes de manera independiente, provocando que, en muchos casos, narigueras o aretes se puedan desmontar de la figura sin ningún problema. Un rasgo importante a señalar es que, pese a los complicados vestidos y atavíos de las representaciones, siempre se va a identificar que se trata de un personaje antropomorfo que viste esta indumentaria, descartando que se trate de representaciones híbridas.

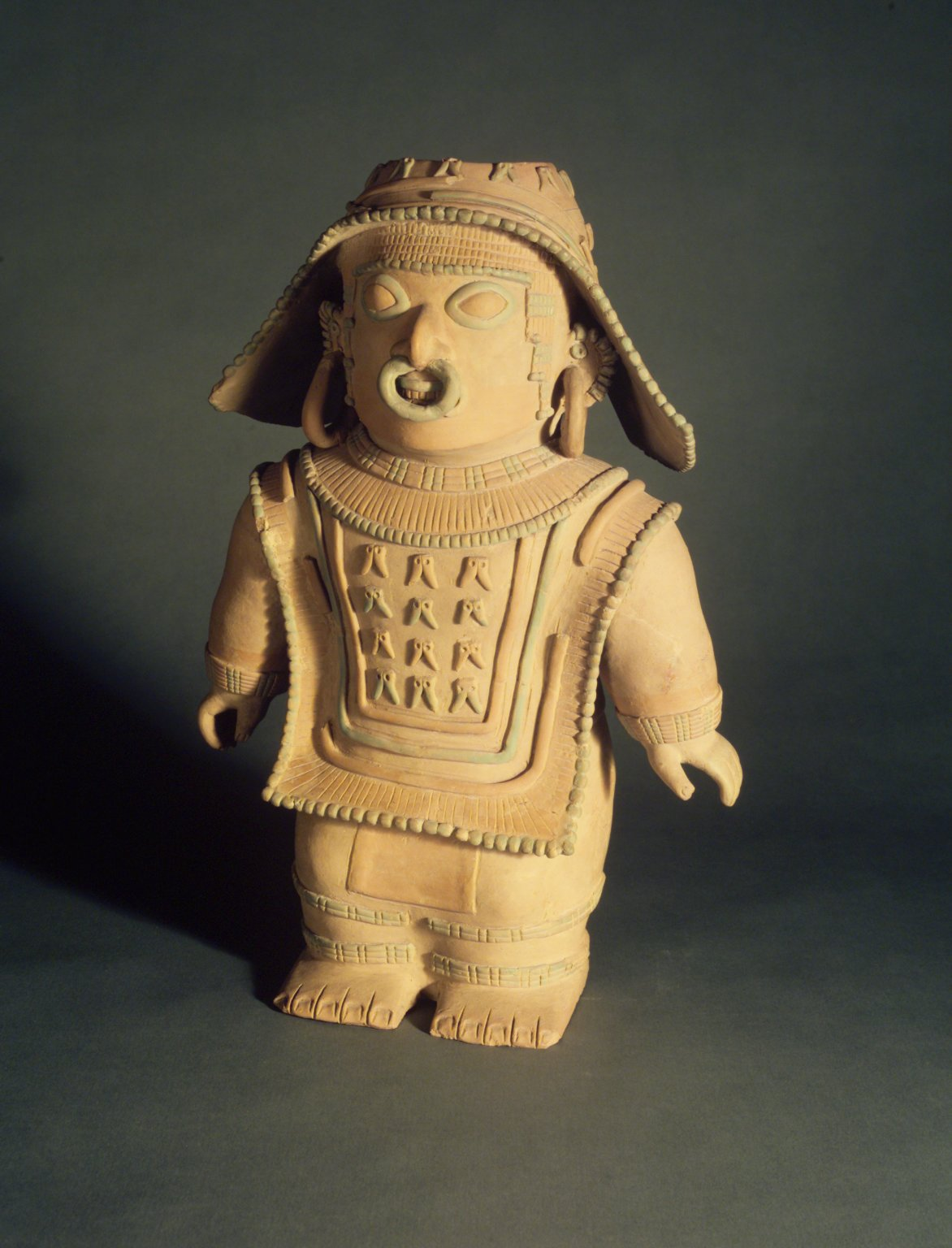
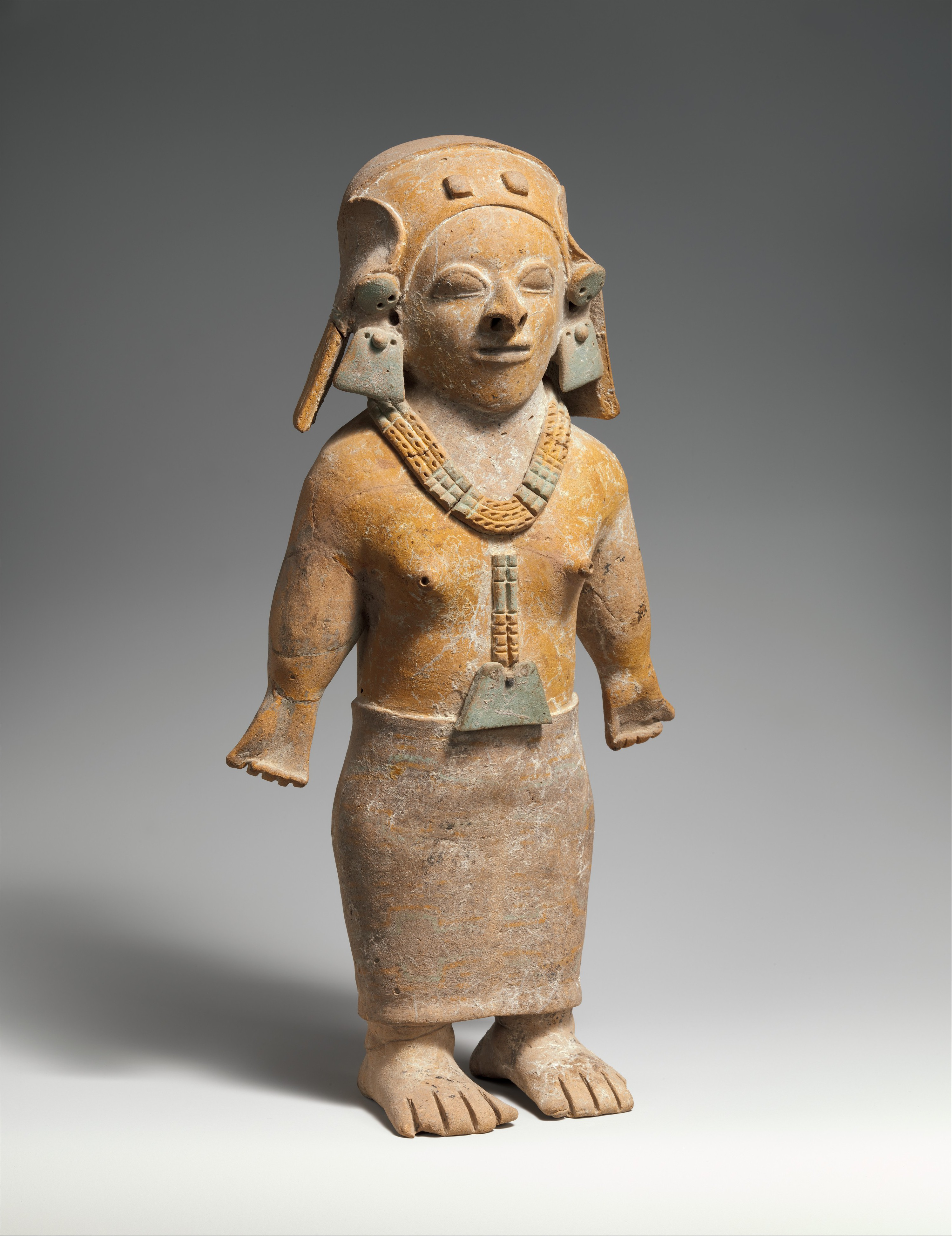
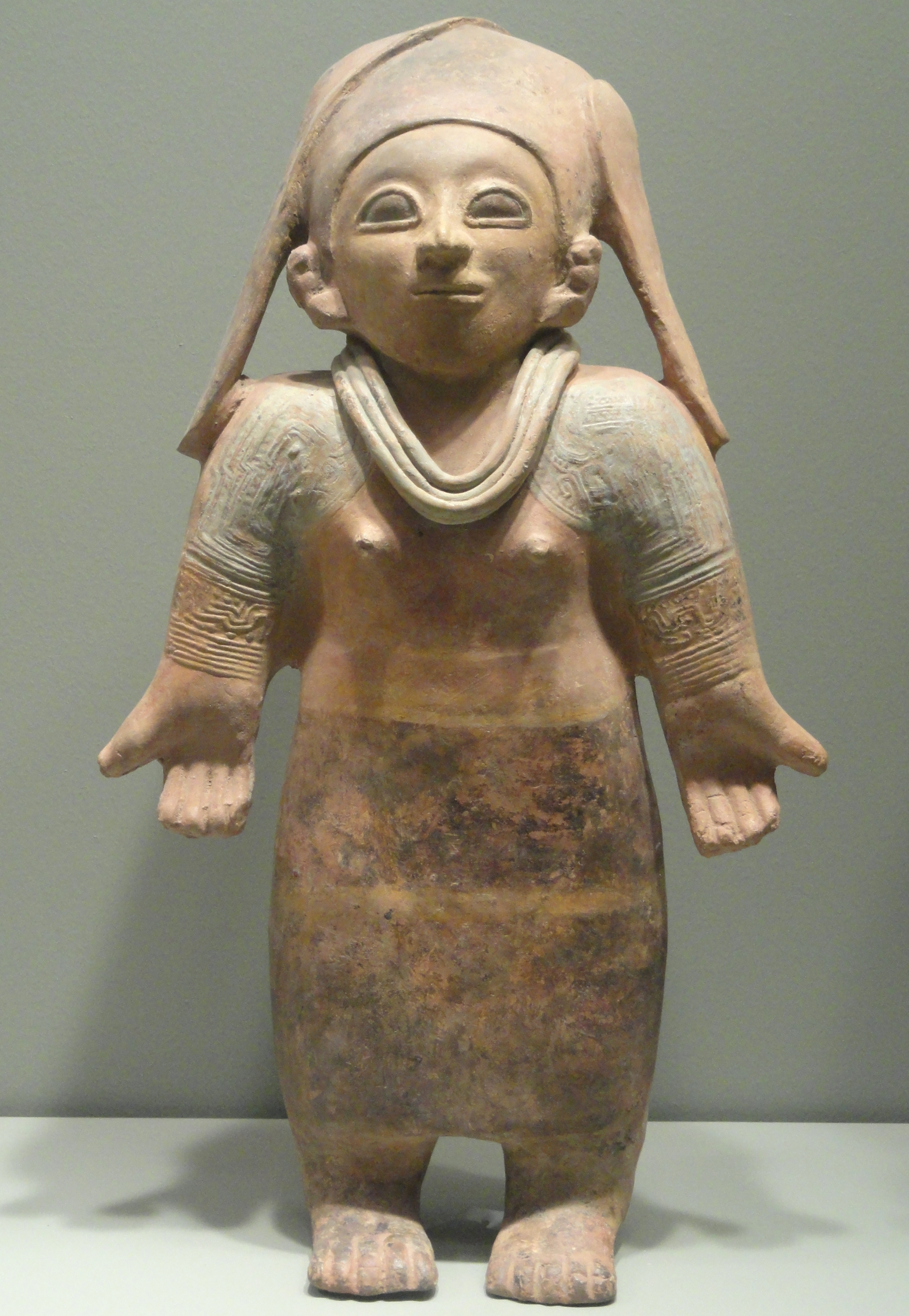

### Figuras animales

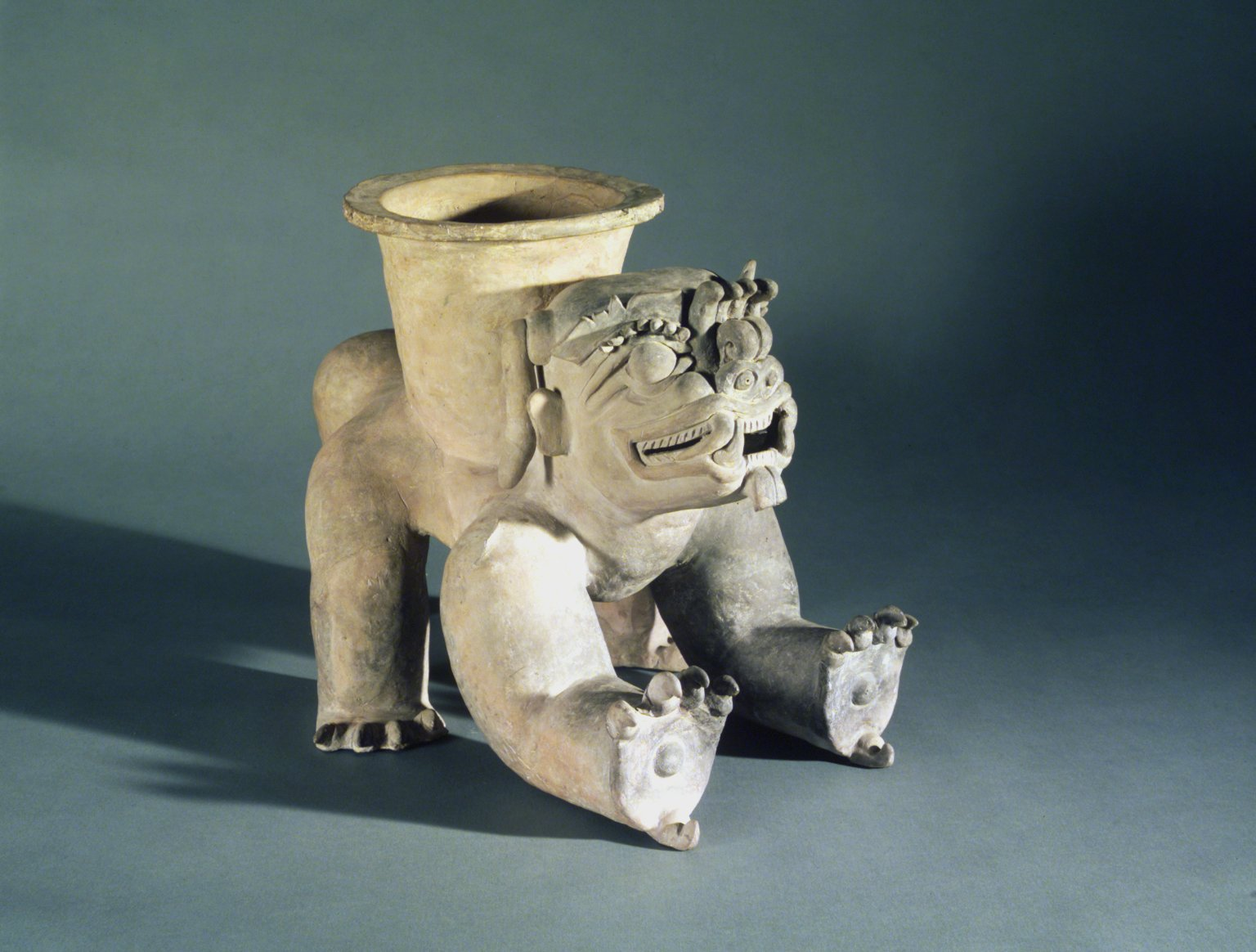
Jaguar Jama Coaque

Por el lado de las figuras de animales, destacan las representaciones de felinos y aves, que, en contraste con las figuras humanas, tienen una representación más general sin mucha elaboración detallada. Por ejemplo, las figuras de aves distinguen generalmente atributos físicos como pico, alas y pecho robusto. Pocas especies de aves se han pueden distinguir fácilmente, tales como papagayos y lechuzas. Algunas representaciones animales se encuentran junto con representaciones humanas, mostrando roles de estos últimos. Además, es común las representaciones de los jaguares, animal que era considerado sagrado y cuyo culto posiblemente se originó en Mesoamérica. Los felinos en todas sus etapas de vida eran comúnmente representado como shamanes que se creía adoptaban "la forma de un feroz felino para introducirse al Supramundo, de acuerdo con la cosmogonía precolombina, y de esta manera buscaba congraciarse con los dioses en beneficio de los mortales"

### Figuras híbridas

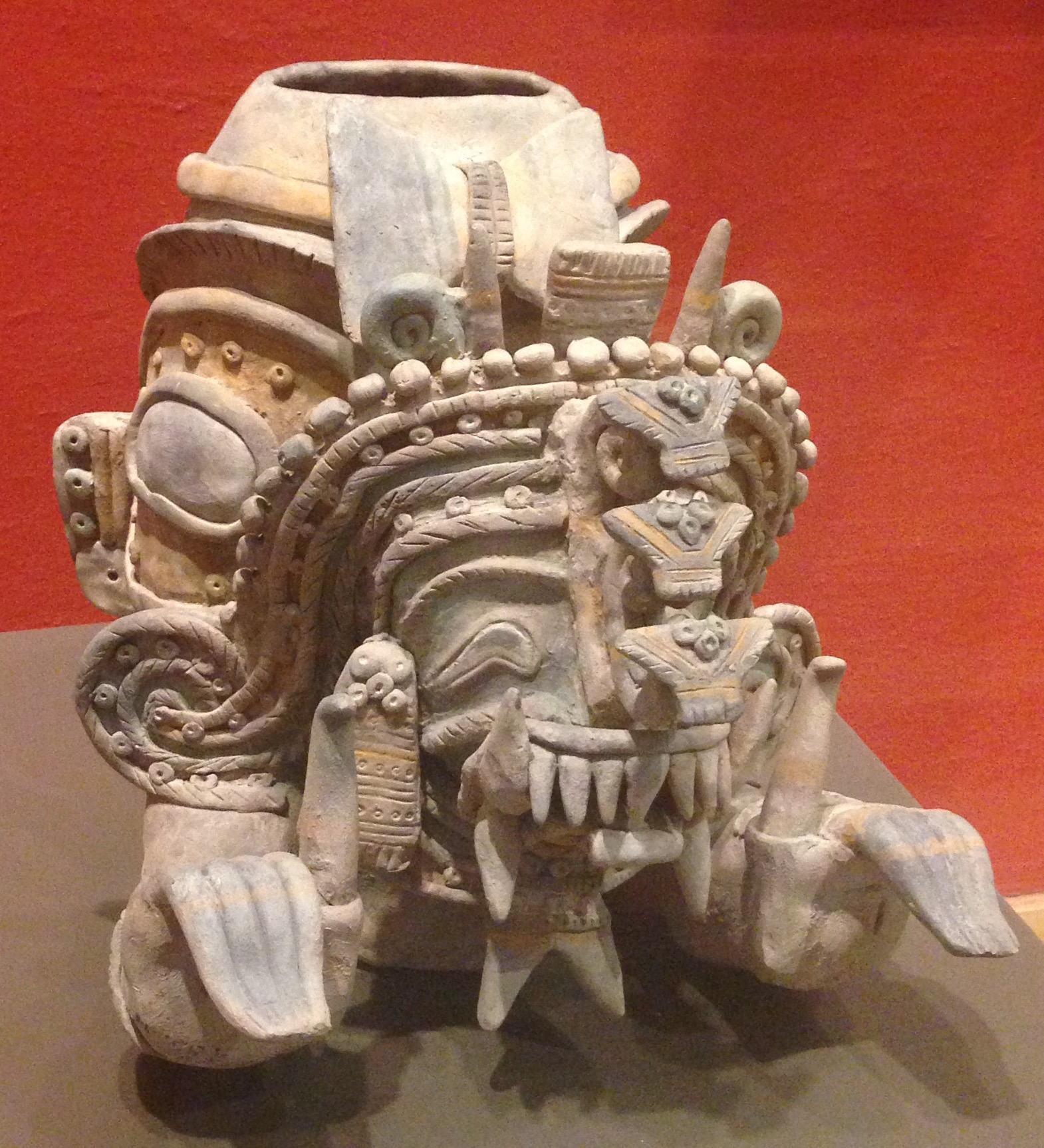
Recipiente con representación híbrida tanto en el frente como en el posterior. Museo Casa del Alabado, Quito, Ecuador.

Este tipo de figuras se pueden describir generalmente como la representación de mezcla entre especies, dando paso a que se los denomine como "seres fantásticos". Generalmente se representa a felinos en fusión o transformación con humanos, dado que el jaguar es asociado al como símbolo de poder en diferentes ámbitos de la vida social de los pueblos originarios de América. Además del felino, también se encuentran representaciones con mezcla de rasgos humanos con reptiles y aves, principalmente caimanes y papagayos. Por otro lado, también es posible encontrar más representaciones híbridas entre especies animales, tales como felinos, reptiles y aves de rapiña, con rasgos que le atribuyen el adjetivo de seres fantásticos. La representación de seres híbridos son referidos en crónicas de indias como divinidades dispuestas en templos. Se trataban de imágenes de animales o de humanos con rasgos animales:

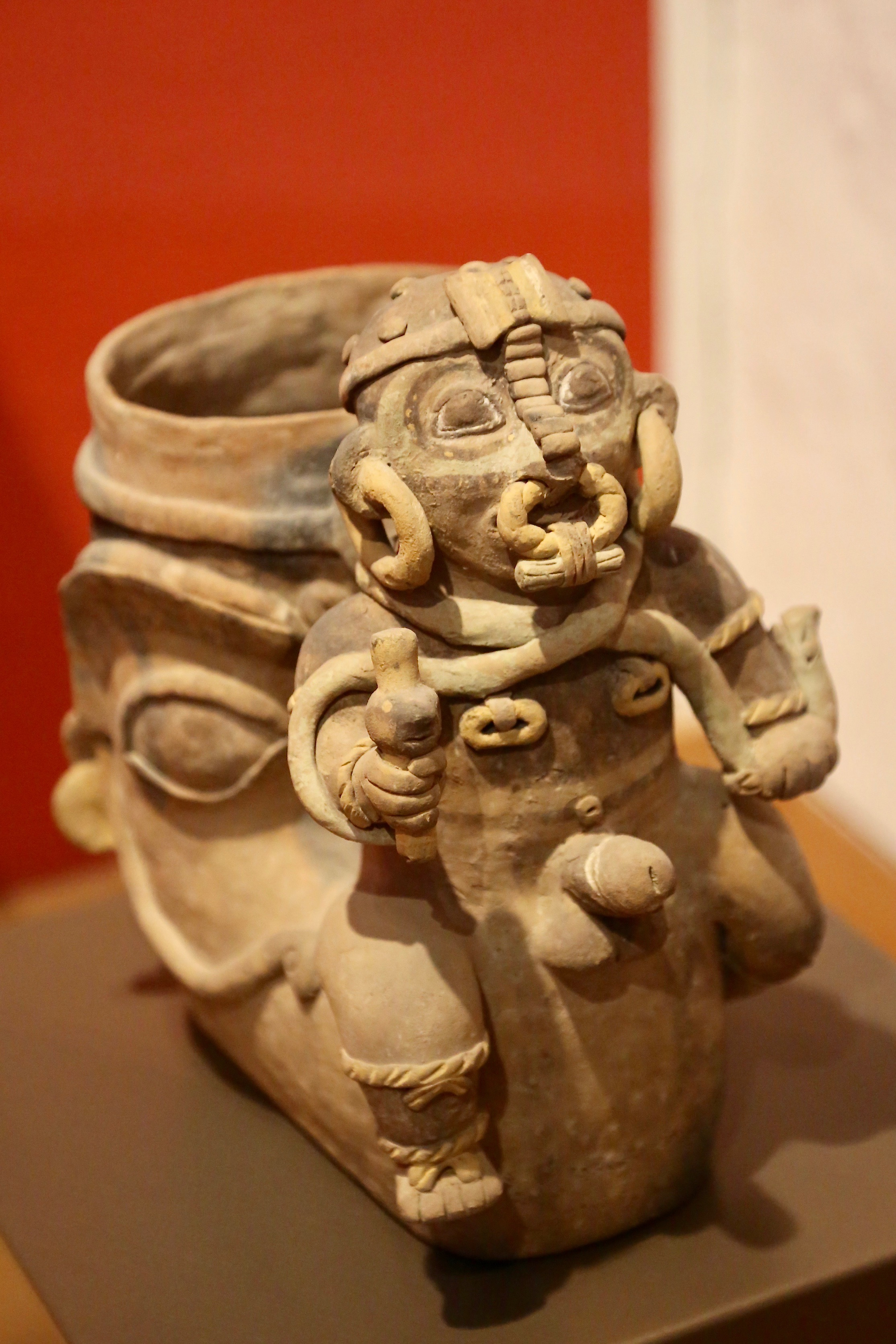
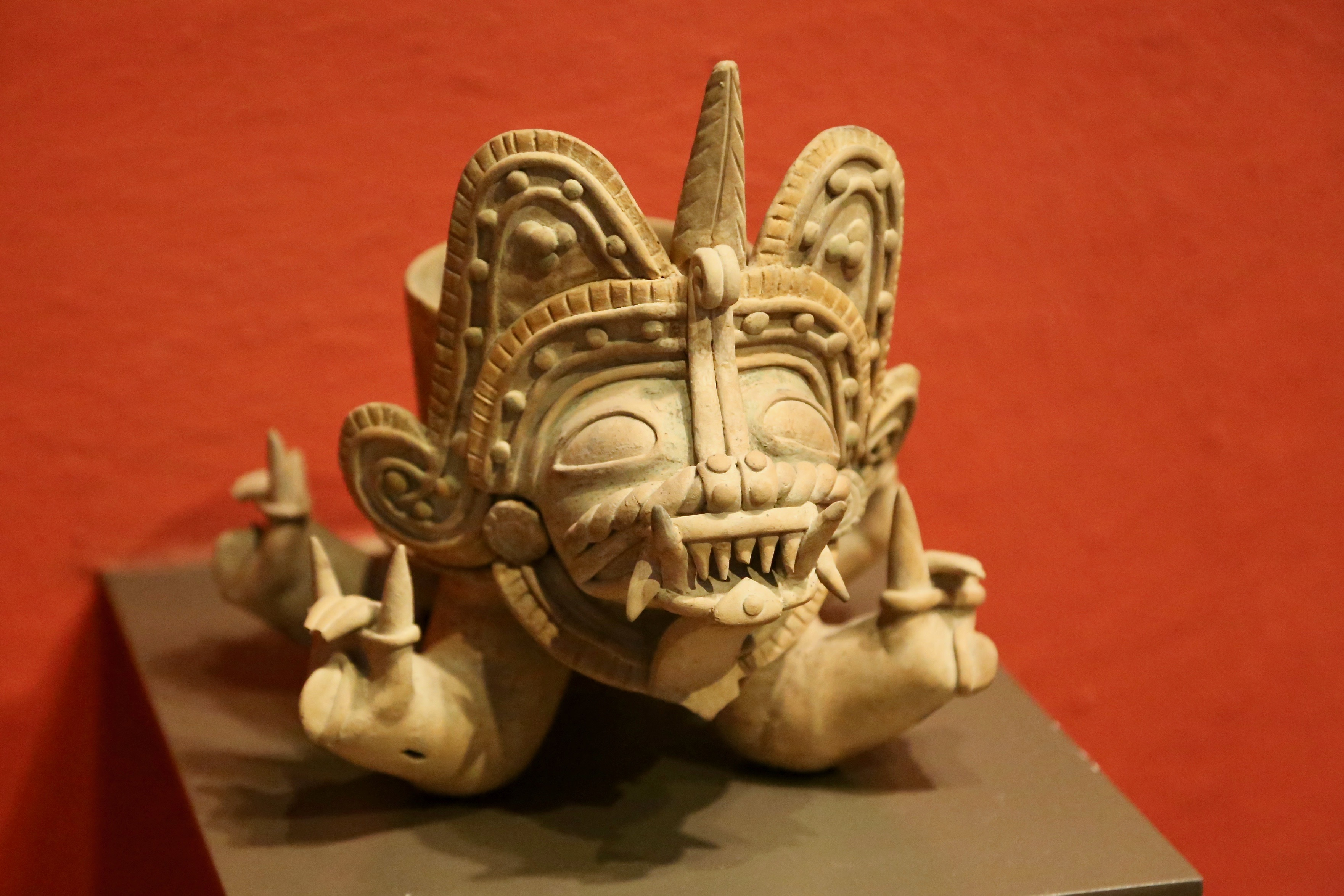
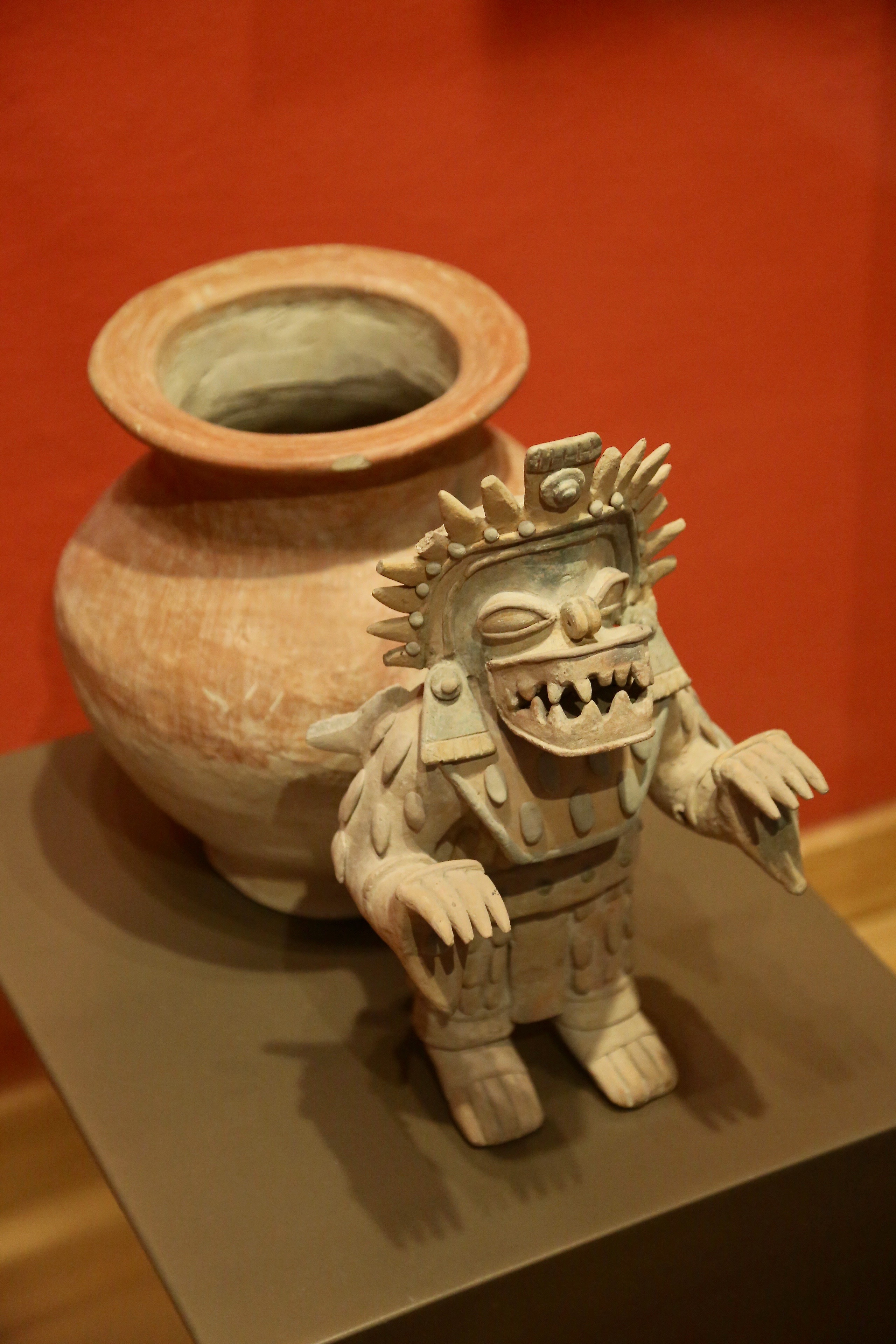

"Ya se trate de animales antropomorfizados, o de personajes antropomorfos divinizados tras la incorporación de rasgos animales, algunos de estos seres se convierten en divinidades, otros se imaginan como criaturas míticas, combinación de diferentes especies que deambulan entre ambos mundos, y finalmente otro grupo de animales, vegetales o formas naturales, se transforman en metáforas o símbolos de los anteriores, en fórmulas sagradas o vías de comunicación entre los seres humanos y los dioses." (Gutiérrez Usillos, 2012: 329-330)

## Organización Social y Cosmovisión

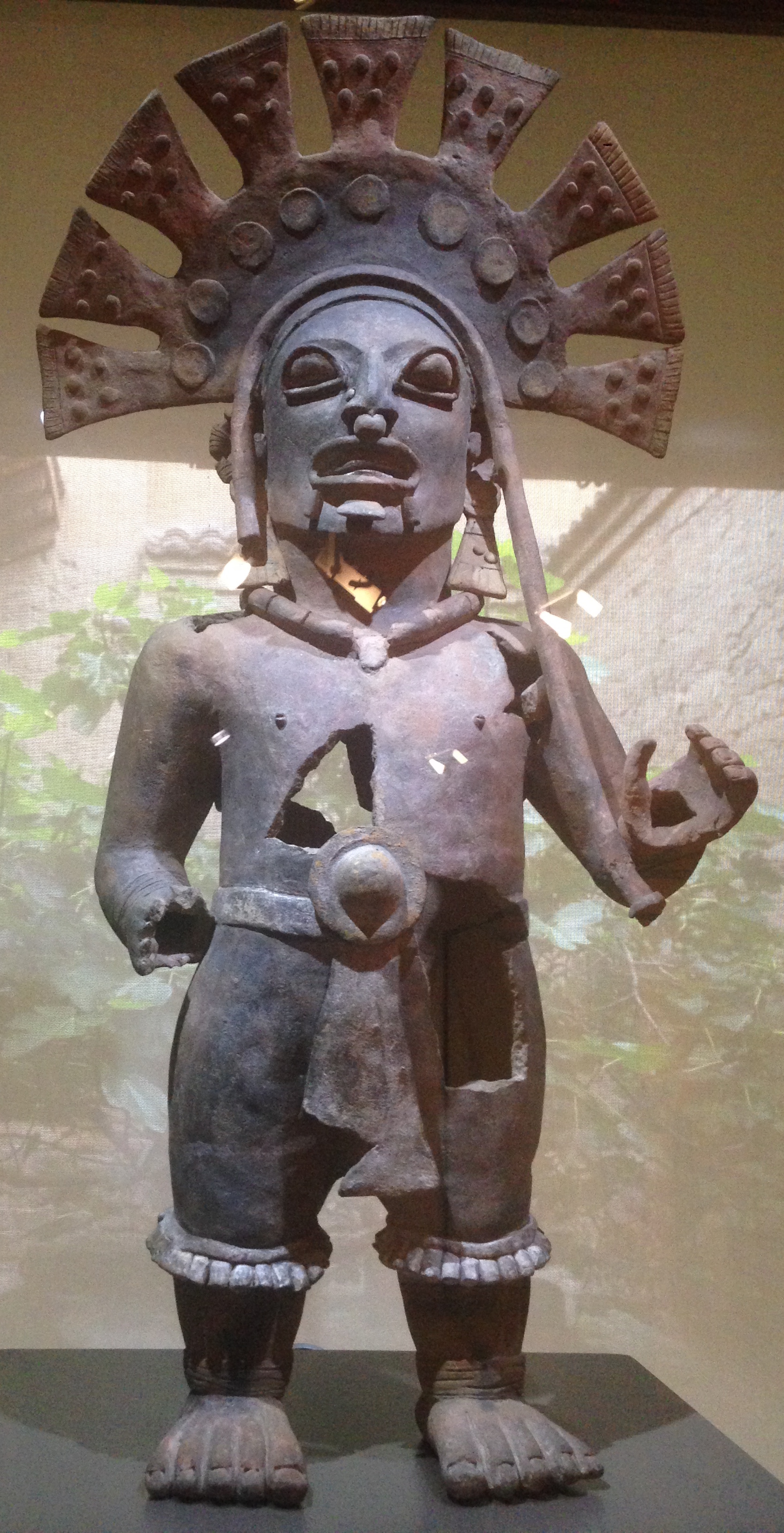
Figura gigante de personaje de élite Jama Coaque. Museo Casa del Alabado, Quito, Ecuador.

En la zona de desarrollo de Jama Coaque, el yacimiento arqueológico de mayor importancia corresponde al sitio de San Isidro, en la cuenca del río Jama. Se trata de un sitio arqueológico que no tiene igual con ningún otro, ni en tamaño, ni en complejidad, y que destaca sobre todo por el gran montículo ceremonial central, marcando tanto espacios rituales como habitacionales. Investigaciones arqueológicas observan esta disposición como la confirmación de una sociedad compleja Jama Coaque, dado que se han localizado otros montículos similares en áreas cercanas a San Isidro, tales como los sitios Santa Rosa, Zapallo y Don Juan. Este último ubicado en la confluencia del río Jama con el estero Sálima, presentando pirámide con rampa. 
Se han investigado también yacimientos arqueológicos pertenecientes a esta cultura, con otras funciones distintas a las ceremoniales o administrativas, como el estero de Tabuga, en el que se localizaron hornos cerámicos y metalúrgicos, por ejemplo. Las excavaciones arqueológicas en el río Camarones, descubrieron varios montículos habitacionales alineados en sentido este-oeste, y separadas entre sí aproximadamente 50 metros cada una, en filas separadas unos 25 metros, formando una especie de calles, lo que refleja la planificación y distribución urbanística de espacios de vivienda.
Los estudios de su organización social cuenta con pocas evidencias encontradas, las cuales se han basado en la riqueza de su representación de personajes. Mediante análisis contextuales, iconográficos, arqueológicos, entre otros, se ha alcanzado a caracterizar a la sociedad Jama Coaque como jefaturas cívico-religiosas, cuyos líderes manejaban tanto el poder civil (acumulación capital, fuerza de trabajo) y las fuerzas del cosmos (fertilidad, salud, estaciones) Jama Coaque. De esta manera, los líderes conjugaban un poder político sobre el resto de los individuos de manera legítima. 
Por ejemplo, los danzantes son atribuidos como masculinos, por su abundancia de ejemplares. Estos personajes guardan una exclusividad de manejo de los instrumentos musicales y los disfraces de aves, por separado. Estos dos grupos de hombres sugieren que se realizaba mediante el ritual de la música junto con la danza, una persuasión ideológica de los individuos, llegando a tener cohesión social. 
El hecho de que exista una diferencia marcada en representar a humanos y animales se ha interpretado como una manera de generar hitos para la aprehensión del mundo; en pocas palabras, un lenguaje. Los dos ámbitos de la vida, naturaleza y cultura, permiten la diferenciación social. La representación simple de los animales, como las aves, permite entender al mundo tal cual es. Mientras que la indumentaria complicada de los seres humanos, incluso calificada como "barroca", y que muchas veces agrega representaciones de animales, es una apropiación del ser humano de la naturaleza, expresada a través de rituales tales como aquellos ligados a ciclos agrícolas, fertilidad y curación.